# Ellen Franz

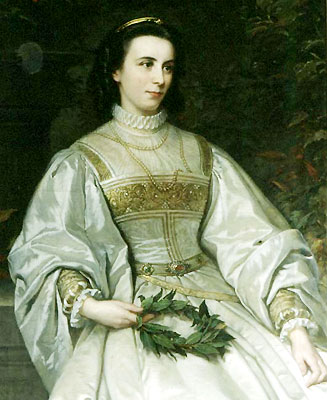
Ellen Franz, 1870. Gemälde von Oskar Begas, Meininger Museen, Leihgabe des Schlossmuseums Sondershausen

Hermine Helene Maria Augusta Franz (* 30. Mai 1839 in Naumburg (Saale); † 24. März 1923 in Meiningen), die spätere Helene Freifrau von Heldburg, war eine deutsche Pianistin, Schauspielerin und Ausbilderin von Theater-Eleven.

## Leben
Ellen Franz wurde 1839 als Tochter des Handelsschuldirektors Hermann Franz (1803–1870) und der schottischen Adligen Sarah Grant in Naumburg an der Saale geboren. Sie wuchs in Berlin auf, wo sie Klavierunterricht bei Hans von Bülow nahm. Durch den bekannten Dirigenten lernte sie Cosima Liszt (später Cosima Wagner) kennen, und beide schlossen eine lebenslange und enge Freundschaft. Anschließend nahm sie Schauspielunterricht bei Minona Frieb-Blumauer und Heinrich Marr. Ihr Debüt als Schauspielerin hatte Franz 1860 in Gotha, anschließend war sie in Stettin, Frankfurt an der Oder, Oldenburg und in Mannheim engagiert. Durch den Shakespeare-Übersetzer und Intendanten Friedrich von Bodenstedt kam Ellen Franz 1867 an das Hoftheater in Meiningen. Dort trat sie bis 1873 in tragenden Rollen im jugendlichen Fach auf. Schon 1868 wurde sie die Geliebte von Herzog Georg II. von Sachsen-Meiningen, der gleichzeitig künstlerischer Leiter des Theaters war und an einer Reform des Regietheaters arbeitete. Als gefeierte Darstellerin konnte Ellen entscheidende Impulse in die Reformarbeit von Georg einbringen.
Am 18. März 1873 heiratete sie Herzog Georg II. in der Villa Feodora in Bad Liebenstein. Wegen ihrer bürgerlichen Herkunft adelte sie der Herzog kurz vor der Heirat mit dem Namen und Titel Helene Freifrau von Heldburg, den sie fortan trug. Sie war die dritte Gemahlin des Herzogs. 1878 wurde sie durch die Heirat von Georgs Sohn Bernhard die Schwiegermutter von Charlotte von Preußen, der ältesten Schwester des späteren deutschen Kaisers Wilhelm II. Von der morganatischen Ehe zwischen Helene und Georg II. war Wilhelm II. so sehr verstimmt, dass er weder Meiningen noch die Sommerresidenz Schloss Altenstein besuchte.
Georg II. und Helene führten gemeinsam mit dem Regisseur und Intendanten Ludwig Chronegk mit den „Meininger Prinzipien“ eine tiefgreifende Theaterreform durch und machten das Meininger Hoftheater weltberühmt. Helene leistete dabei große Arbeit in der Dramaturgie und war für Engagements- und Besetzungsentscheidungen und die Ausbildung junger Eleven zuständig. Ihr Gatte Georg II. führte gemeinsam mit Chronegk Regie und gestaltete entsprechende Bühnenbilder und Kostüme (siehe Artikel: Meininger). Durch die Freundschaft von Helene mit Cosima Wagner entstand eine Zusammenarbeit der Meininger Hofkapelle mit Richard Wagner und Johannes Brahms sowie das Engagement von Hans von Bülow als Hofkapellmeister. 

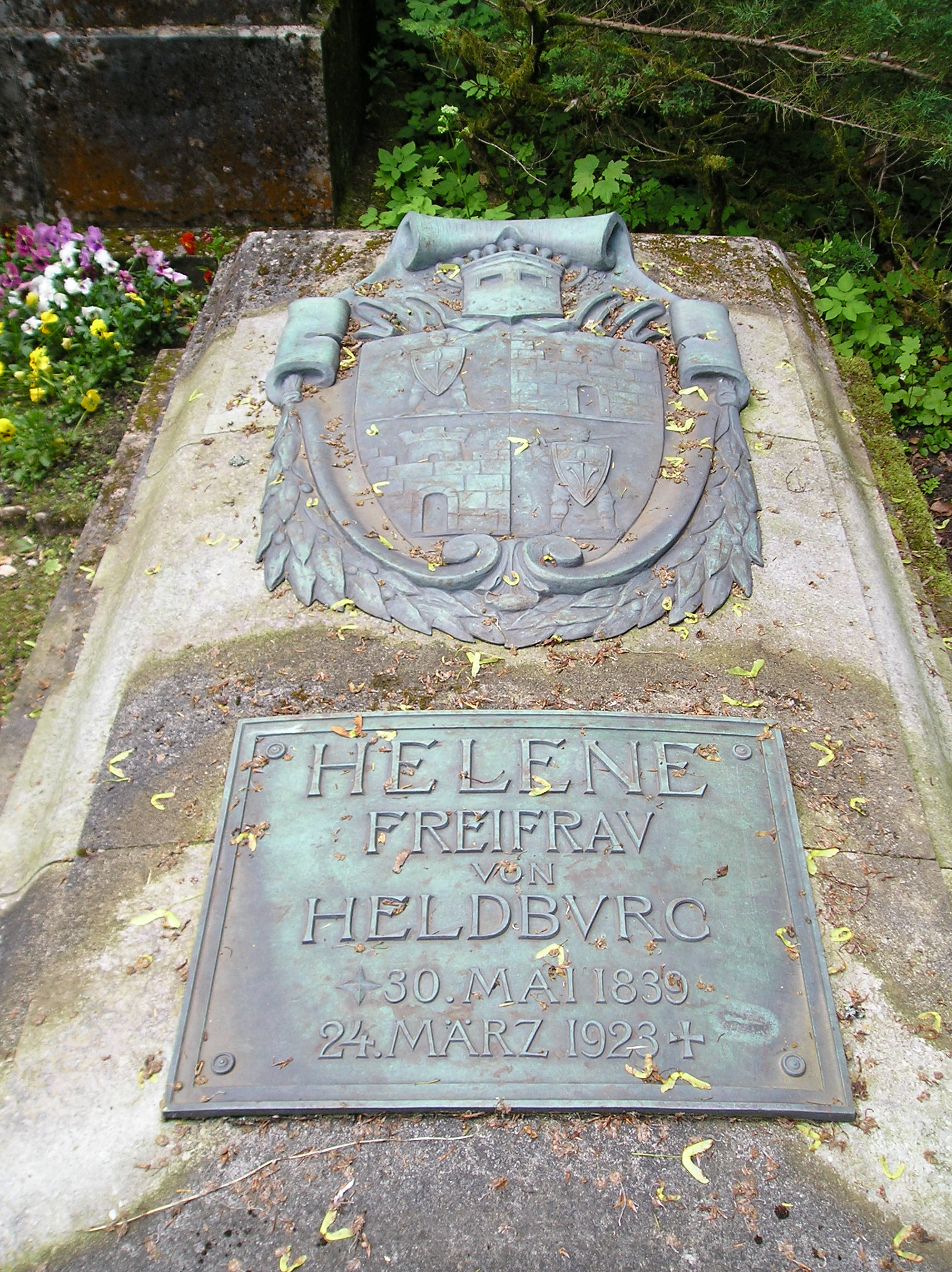
Grabstätte von Ellen Franz auf dem Meininger Parkfriedhof

Nach dem Tod von Georg II. 1914 verbrachte sie viel Zeit auf ihrem Landsitz, der Veste Heldburg. Ab 1918 wohnte sie im Palais „Helenenstift“, einem für sie 1891/92 errichteten Witwensitz (heute Palais am Prinzenberg). Sie starb 1923 und wurde neben Herzog Georg II. in einer gemeinsamen Grabanlage auf dem Meininger Parkfriedhof beigesetzt. Dem Naturforscher Ernst Haeckel war sie offenbar freundschaftlich verbunden, dieser bezeichnete sie in einem Widmungsexemplar seines letzten Buches „Kristallseelen“ am 2. November 1917 als „Naturfreundin und Künstlerin“  und widmete ihr das Exemplar „in dankbarer Erinnerung und verehrungsvoll“. Ihr Nachlass befindet sich im Staatsarchiv Meiningen.
Nach Helene ist seit 1899 die Helenenstraße in einem Villenviertel im Westen der Stadt, an der auch das Helenenstift liegt, benannt.

## Werke
- Else von Hase-Koehler (Hrsg.): Fünfzig Jahre Glück und Leid. Ein Leben in Briefen aus den Jahren 1873–1923. 2. Aufl. Koehler & Amelang, Leipzig 1926.